# Władysław Bartkiewicz
Władysław Bartkiewicz, właśc. Bronisław Władysław Bartkiewicz (ur. 1 września 1932 w majątku Tarło na Lubelszczyźnie, zm. 5 lutego 2009 w Strzelcach Opolskich) – polski filolog, współtwórca i organizator festiwali opolskich.
Z wykształcenia polonista. Absolwent Katolickiego Uniwersytetu Lubelskiego. W latach 1963–1994 był dyrektorem i szefem programowym festiwali opolskich. Przez 35 lat kierował Estradą Opolską, która organizowała festiwale polskiej piosenki. 11 listopada 2008 otrzymał tytuł „Zasłużonego Obywatela Miasta Opola”.

## Odznaczenia i wyróżnienia
- Kryształowy Kamerton ZAKR
- Odznaka „Za Zasługi dla Miasta Opola”
- Zasłużonemu Opolszczyźnie
- Zasłużony Działacz Kultury
- Złoty Krzyż Zasługi
- Krzyż Oficerski Orderu Odrodzenia Polski